# Kemény Nándor
Kemény Nándor, születési nevén Kohn Nándor (Salgótarján, 1885. január 22. – Budapest, 1972. január 27.) magyar festőművész.

## Élete
Apja Kohn Mihály órásmester, anyja Heks Júlia volt. A Kolozsvári Magyar Királyi Ferenc József Tudományegyetemen jogi végzettséget szerzett. Már gyermekkorától kezdve érdeklődött a képzőművészet iránt. A budapesti Képzőművészeti Főiskolán Zemplényi Tivadar és Szinyei Merse Pál tanítványa volt. Állami ösztöndíjjal hosszabb ideig Münchenben és Párizsban tartózkodott, s mindkét városban több kiállításon szerepelt műveivel. Először 1906-ban vett részt a Műcsarnok tárlatán és kiállított képeivel nagy sikert aratott. Tájképeit, életképeit impresszionisztikus festésmód jellemezte. 1917-ben a Nemzeti Szalonban, 1927-ben a Lipótvárosi Kaszinóban volt gyűjteményes kiállítása. 1929-ben Barcelonában és Velencében állított ki. 1936-ban a Műteremben volt kollektív kiállítása. 1945 után többször részt vett a Műcsarnok kiállításain. Két festménye a Magyar Nemzeti Galéria tulajdona, önarcképe egy stockholmi múzeumban található.
Házastársa Salvender Blanka (1894–1988) volt, Salvender Sándor nyitrai kereskedő és Pragán Johanna lánya.